# Brøderbund
Brøderbund Software foi uma empresa americana de jogos de computador, software educativo e e ferramentas de produtividade. A empresa é conhecida como o original criador e editor do popular jogo Where in the World is Carmen Sandiego? de 1985. A Broderbund também é conhecida pelos sucessos de vídeo game de 8 bits Choplifter, Lode Runner, Karateka e Prince of Persia (todos originados no Apple II), bem como Myst e The Print Shop - originalmente para impressão de cartazes e banners em impressoras matriciais.
A empresa foi fundada em Eugene, no Óregon, mas mudou-se para San Rafael, na Califórnia, e mais tarde para Novato, no mesmo estado. A Brøderbund foi comprado pela empresa The Learning Company, anteriormente SoftKey, em 1998.

## Etimologia
A palavra "brøderbund" não é uma palavra real em nenhum idioma e nunca foi usada como sobrenome, mas é uma tradução um tanto vaga de "bando de irmãos" em uma mistura de dinamarquês, holandês, alemão e sueco. O "ø" em "brøderbund" foi usado parcialmente como uma brincadeira com a letra ø do alfabeto dano-norueguês, mas referia-se principalmente ao zero cortado encontrado em mainframes, terminais e primeiros computadores pessoais (Ø). O nome é pronunciado /ˈbruːdərbʌnd/.

## História

### Criação

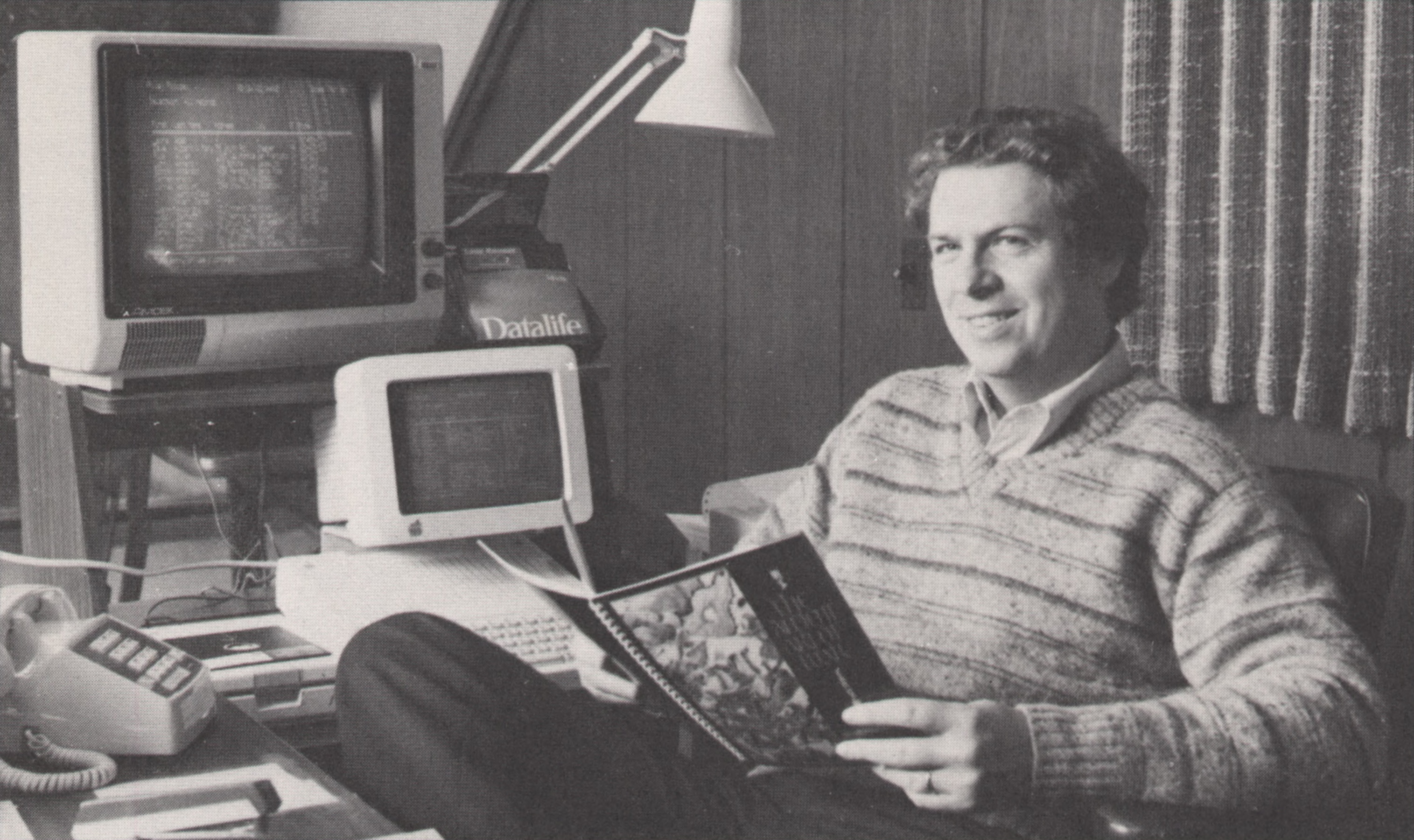
Doug Carlston em 1985.

A Brøderbund foi fundada pelos irmãos Doug e Gary Carlston em 1980 com a finalidade de comercialização do jogo Galactic Empire, um jogo de computador que Doug Carlston tinha criado em 1979. Ambos os irmãos se formaram na Universidade de Harvard. Doug era advogado desde 1975, mas gradualmente o potencial da indústria de software o afastou completamente do trabalho jurídico. Seu irmão Gary, também formado em Harvard e com bacharelado em literatura escandinava em 1973, viajava pela Suécia, onde treinou um time de basquete feminino que venceu o campeonato nacional sueco. Ele também ensinou sueco na Universidade de Washington, em Seattle. Em 1983, a Brøderbund cresceu de cinco para 60 pessoas. Os irmãos se juntaram à irmã Cathy em 1981, ex-compradora da Lord and Taylor's em Nova York. O trio está representado no logotipo original da empresa, três coroas, que também é o emblema nacional sueco.

Logotipo anterior da Brøderbund com as três coroas.

Galactic Empire teve muitos nomes tirados de línguas africanas; um grupo de comerciantes foi denominado Broederbond, que em africâner significa "associação de irmãos". Para enfatizar a sua origem familiar, evitando ao mesmo tempo uma ligação com a organização etno-nacionalista africâner de mesmo nome, os Carlstons alteraram a grafia ao nomear a sua empresa "Brøderbund".
Em 1982, a Brøderbund produzia jogos de arcade que, segundo a empresa disse a Jerry Pournelle, vendiam muito melhor do que jogos de estratégia. A Burr, Egan, Deleage & Co. (BEDCO) investiram na empresa naquele ano. Em 1983, os Carlstons discutiram publicamente seus planos para enfatizar software utilitário doméstico (Bank Street Writer e outros aplicativos "Bank Street"), conhecimento de informática com a The Jim Henson Company e entretenimento educativo. No início de 1984, a InfoWorld estimou que a Brøderbund estava empatada com a Human Engineered Software como a décima maior empresa de software de microcomputadores e a maior empresa de software de entretenimento do mundo, com US$ 13 milhões em vendas em 1983. Naquele ano, a Brøderbund assumiu os ativos da bem conceituada, mas com problemas financeiros, Synapse Software. Embora pretendessem mantê-la funcionando como um negócio, eles não conseguiram ganhar dinheiro com os produtos da Synapse e fecharam-na após um ano.
O software The Print Shop da Brøderbund produzia cartazes e cartões comemorativos. A Brøderbund iniciou discussões com a Unison World sobre a criação de uma versão para MS-DOS. As duas empresas não chegaram a acordo sobre um contrato, mas a Unison World desenvolveu um produto com função semelhante e interface de usuário semelhante, e a Broderbund a processou por violação de seus direitos autorais. O caso Brøderbund v. Unison (1986) tornou-se um caso marcante ao estabelecer que a aparência de um produto de software poderia estar sujeita à proteção de direitos autorais.
A Sierra On-Line e Brøderbund encerraram as discussões sobre fusão em março de 1991. Naquele ano, a Brøderbund tinha receitas de cerca de US$ 50 milhões e 25% de participação no mercado educacional. Carmen Sandiego foi seu primeiro produto desenvolvido internamente, mas a empresa agora desenvolvia a maior parte de seu software; Doug Carlston afirmou que a Brøderbund precisava "controlar as nossas próprias fontes, controlar o nosso futuro". Após uma oferta pública inicial malsucedida em 1987, a empresa executou uma colocação privada de 20% das ações com a Jostens. A Broderbund tornou-se uma empresa pública em novembro de 1991 com o símbolo NASDAQ BROD. Quando abriu o capital, The Print Shop representava 33% da receita total e a série Carmen Sandiego 26%. O preço das ações e a capitalização de mercado da Brøderbund subiram para US$ 72,50 por ação em setembro de 1995, e depois caíram de forma constante devido a perdas contínuas durante vários anos.
O início e meados da década de 1990 testemunharam uma tendência na indústria de vídeo games de consolidação de empresas de desenvolvimento e publicação, à medida que o aumento dos custos de desenvolvimento e a pressão dos grandes varejistas pressionavam as empresas menores. A Brøderbund adquiriu a PC Globe em julho de 1992. Tentou comprar a The Learning Company em 1995, mas foi superado em oferta pela SoftKey, que comprou a The Learning Company por US$ 606 milhões em dinheiro e então adotou seu nome.

### Aquisição

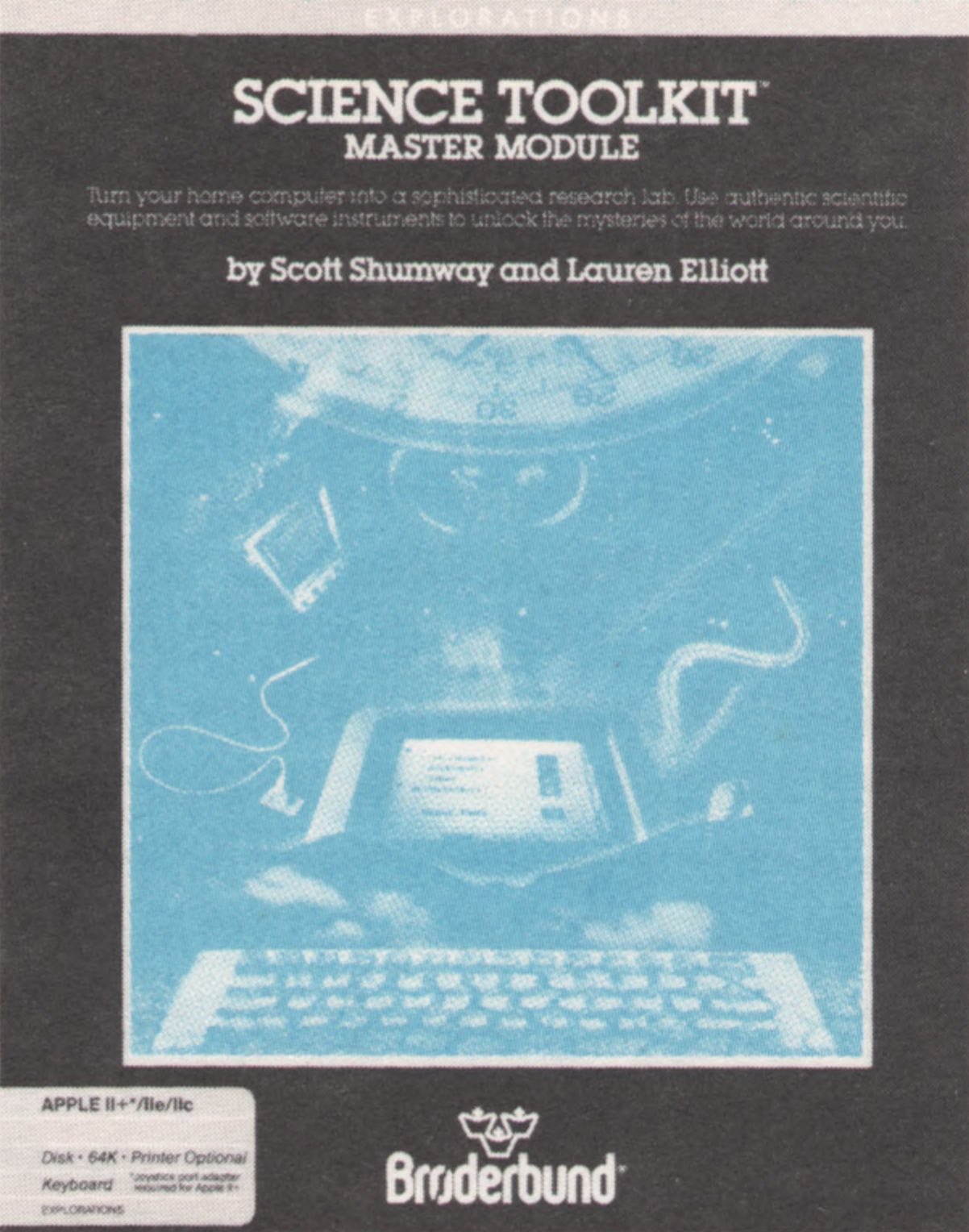
Arte da caixa do software Science Toolkit Master Module, do Boletim Informativo da Brøderbund do inverno de 1986, com o primeiro logotipo da empresa.

Em 22 de junho de 1998, a The Learning Company comprou a Brøderbund por cerca de US$ 420 milhões em ações. A aquisição foi estruturada como uma troca de ações, com a The Learning Company emitindo 0,80 ações para cada ação da Brøderbund, com o preço de compra definido em cerca de 21% superior à avaliação da Brøderbund de acordo com o preço das ações. A Learning Company demitiu então quinhentos funcionários da Brøderbund no mesmo ano, representando 42% da força de trabalho da empresa. Doug Carlston explicou que, em uma tentativa de fechar a Brøderbund, a SoftKey usou suas aquisições anteriores para enfraquecer a posição da empresa no setor. Eles supostamente deram um desconto ao PrintMaster da Mindscape, um concorrente direto do The Print Shop de Brøderbund, que era mais do que o valor do produto. Em 1998, a Brøderbund assinou um acordo com a Nickelodeon para desenvolver jogos em CD-ROM baseados em seus desenhos animados, como Rugrats.
Em 1999, a empresa combinada foi comprada pela Mattel por US$ 3,6 bilhões. A Mattel sofreu com o impacto financeiro desta transação, e Jill E. Barad, a CEO, acabou sendo forçada fora do cargo em um clima de indignação dos investidores. A Mattel vendeu sua divisão de jogos Mattel Interactive, bem como todos os seus ativos em setembro de 2000, para o Gores Technology Group, uma empresa privada de aquisições, por uma parte de tudo o que Gores pudesse obter com a venda da empresa. Durante este período, os produtos Brøderbund eram propriedade da The Learning Company Deutschland GmbH, localizada em Oberhaching, na Alemanha. Liderada por Jean-Pierre Nordmann, a empresa era uma subsidiária da The Learning Company (anteriormente SoftKey), que era uma subsidiária integral do Gores Technology Group. A empresa publicou jogos sob dois logotipos: Azul (Brøderbund) e Vermelho (The Learning Company). O rótulo "Brøderbund" foi usado para "títulos de info-entretenimento, design e estilo de vida de alta qualidade, como Cosmopolitan My Style 2 e PrintMaster", enquanto o rótulo "The Learning Company" foi usado para software infantil.
Em 2001, Gores vendeu as participações de entretenimento da The Learning Company para a Ubisoft, e a maioria das outras participações, incluindo o nome Brøderbund, para a empresa irlandesa Riverdeep. Muitos dos jogos da Brøderbund, como a série Myst, são publicados pela Ubisoft. A linha de produtos Brøderbund é publicada pela Encore, Inc. sob licença da Riverdeep. Nos termos do acordo, a Encore agora administraria a família de produtos Broderbund, bem como os negócios diretos ao consumidor da Brøderbund. Em maio de 2010, a Encore adquiriu os ativos do programa Punch!
Em 2014, Doug Carlston doou uma coleção de registros comerciais, programas e uma coleção de jogos da Brøderbund que inclui Myst, Prince of Persia e Where in the World is Carmen Sandiego? para o Museu Nacional do Jogo de Strong; a qual encaminhou o acervo ao museu do Centro Internacional para a História dos Jogos Eletrônicos (ICHEG) para preservação. Em 2017, a Houghton Mifflin Harcourt ofereceu as marcas da Brøderbund, The Print Shop, Calendar Creator e ClickArt para licenciamento.

## Produtos
A Brøderbund marcou um sucesso inicial com o jogo Galactic Empire, compilado por Doug Carlston para o TRS-80. O primeiro título da empresa para o Apple II, Tank Command, foi escrito pelo terceiro irmão Carlston, o Professor Donal Carlston. A empresa se tornou uma potência nos mercados de software educacional e de entretenimento com títulos como Karateka, Prince of Persia, Where in the World is Carmen Sandiego? e Myst, sendo que este último permaneceu como o vídeo game doméstico mais vendido por nove anos até ser ultrapassado pelo jogo The Sims em 2002. Outros jogos incluíram Fantavision, Choplifter, Apple Panic, Lode Runner, Wings of Fury, The Guardian Legend e Logical Journey of the Zoombinis. A Brøderbund tornou-se uma das empresas mais dominantes no mercado de computadores da década de 1980, lançando jogos eletrônicos para praticamente todos os principais sistemas de computador dos Estados Unidos.
Como a maioria dos primeiros desenvolvedores de jogos de computador, a Brøderbund começou como uma empresa focada no Apple II e começou a expandir para outras plataformas com o passar do tempo. Eles lançaram versões para IBM PC de alguns jogos muito cedo, no entanto, foi somente depois de 1985 que a Brøderbund se devotou seriamente para jogos compatíveis com PC. Devido ao seu forte foco em títulos educacionais, eles foram um dos poucos desenvolvedores a apoiar ativamente o Apple IIGS no final dos anos 1980. Alguns dos títulos mais populares da Brøderbund foram licenciados para desenvolvedores da Europa Ocidental e japoneses e portados para sistemas nessas regiões. Durante a década de 1990, a Brøderbund concentrou-se principalmente em títulos educacionais para PC e Macintosh, com algumas incursões em RPG e jogos de estratégia, e teve brevemente uma divisão de jogos de tabuleiro, a qual publicou Personal Preference de Don Carlston, junto com várias versões de jogos de tabuleiro de seus vídeo games. Em 1986, a empresa lançou nos Estados Unidos o jogo de tiro em terceira pessoa de RPG de ação WiBArm, da Arsys Software.
A Brøderbund também publicou programas utilitários, como a série The Print Shop de programas de criação de editoração eletrônica; o Family Tree Maker, um programa de genealogia apoiado por centenas de CDs de dados genealógicos públicos; o 3D Home Architect, um programa para projetar e visualizar residências familiares; e o Banner Mania, programa para desenho e impressão de banners de várias páginas. No final da década de 1980, os jogos representavam apenas uma pequena porcentagem das vendas anuais da Brøderbund, que naquela época estava fortemente focada na área de produtividade e nas áreas de educação e aprendizagem infantil. Pouco antes de ser adquirida pela The Learning Company (anteriormente SoftKey), a Brøderbund desmembrou sua série Living Books formando uma joint venture com a Random House Publishing. Apesar do sucesso e da qualidade da série Living Books, o empreendimento conjunto teve apenas um sucesso marginal e foi dissolvido com o acordo da The Learning Company.
Por um breve período, a Brøderbund esteve envolvida no mercado de consoles de vídeo jogos quando publicou alguns jogos para o Nintendo Entertainment System (NES) por meio de sua Divisão New Ventures. Todos os jogos de Brøderbund para o NES, incluindo a versão de suas próprias franquias Lode Runner, Spelunker e Raid on Bungeling Bay, foram desenvolvidos por empresas japonesas terceirizadas. A Brøderbund publicou alguns títulos que foram produzidos por empresas que não tinham subsidiária norte-americana, como Deadly Towers de Irem, The Guardian Legend de Compile, The Battle of Olympus de Imagineer e Legacy of the Wizard, o quarto jogo da série Dragon Slayer da empresa Nihon Falcom.
A Brøderbund também desenvolveu e comercializou um malfadado dispositivo controlador NES sensível ao movimento chamado U-Force, que funcionava sem contato físico direto entre o jogador e o dispositivo. A Brøderbund também atuou como agente distribuidor do lançamento norte-americano de Sqoon para NES da empresa Irem, porque a Irem ainda não tinha sua própria operação americana. Em 1990, a Brøderbund vendeu sua Divisão New Ventures, incluindo equipamentos de fabricação, estoques e ativos, para a então incipiente empresa THQ.